# Munich (canción)
«Munich» es una canción de la banda británica Editors, originalmente lanzada el 18 de abril de 2005 como segundo sencillo de la banda, y está incluida en su primer álbum The Back Room de 2005.
Fue reeditada  el 2 de enero de 2006, entrando en el top 10 de UK Singles Chart.
La canción formó parte de la banda sonora de los videojuegos Saints Row, FIFA Street 2 y Major League Baseball 2K7, era la usada en el programa de la televisión inglesa A Question of Sport para presentar a los invitados, aparece en la tercera temporada de Cold Case, estaba incluida en el paquete gratuito del reproductor Zune y desde septiembre de 2009 está disponible para descargar en el videojuego Guitar Hero 5.
Ha sido versionada por The Echo Report, Corinne Bailey Rae y R.E.M..

## Lista de canciones
Todas las canciones están escritas y compuestas por Chris Urbanowicz, Edward Lay, Russell Leetch y Tom Smith, excepto las que indiquen lo contrario.

### Lanzamientos

#### Vinilo de 7"
- UK: Kitchenware SKX78 (limitado a 3000 copias)

| Cara A |          |          |  |
| N.º    | Título   | Duración |  |
| 1.     | «Munich» |          |  |

| Cara B |             |          |  |
| N.º    | Título      | Duración |  |
| 1.     | «Disappear» |          |  |

#### CD
- UK: Kitchenware SKCD78 (limitado a 3000 copias)

| N.º | Título                | Duración |  |
| 1.  | «Munich»              | 3:46     |  |
| 2.  | «Crawl Down the Wall» | 3:34     |  |
| 3.  | «Colours»             | 3:50     |  |

- UK: Kitchenware SKCD78-2

| N.º | Título    | Duración |  |
| 1.  | «Munich»  | 3:47     |  |
| 2.  | «Release» | 5:43     |  |

### Re-release

#### Vinilo de 7"
- UK: Kitchenware SKX83

| Cara A |          |          |  |
| N.º    | Título   | Duración |  |
| 1.     | «Munich» |          |  |

| CAra B |                          |          |  |
| N.º    | Título                   | Duración |  |
| 1.     | «Camera» (original demo) |          |  |

#### CD
- UK: Kitchenware SKCD83

| N.º | Título                                                       | Duración |  |
| 1.  | «Munich»                                                     |          |  |
| 2.  | «French Disko» (Versión de Stereolab, escrita por Stereolab) |          |  |

- UK: Kitchenware SKCD832

| N.º | Título                       | Duración |  |
| 1.  | «Munich»                     | 3:44     |  |
| 2.  | «Find Yourself a Safe Place» | 2:54     |  |
| 3.  | «Munich» (Cicada remix)      | 7:48     |  |
| 4.  | «Munich» (Vídeo)             |          |  |

## Posicionamiento en listas
| Listas (2005)                             | Mejor posición |
| ----------------------------------------- | -------------- |
| Reino Unido (The Official Charts Company) | 22             |

| Listas (2006)                             | Posiciones |
| ----------------------------------------- | ---------- |
| Irlanda (IRMA)                            | 42         |
| Países Bajos (Mega Top 100)               | 97         |
| Reino Unido (The Official Charts Company) | 10         |